# 아르놀트 뷔르클리

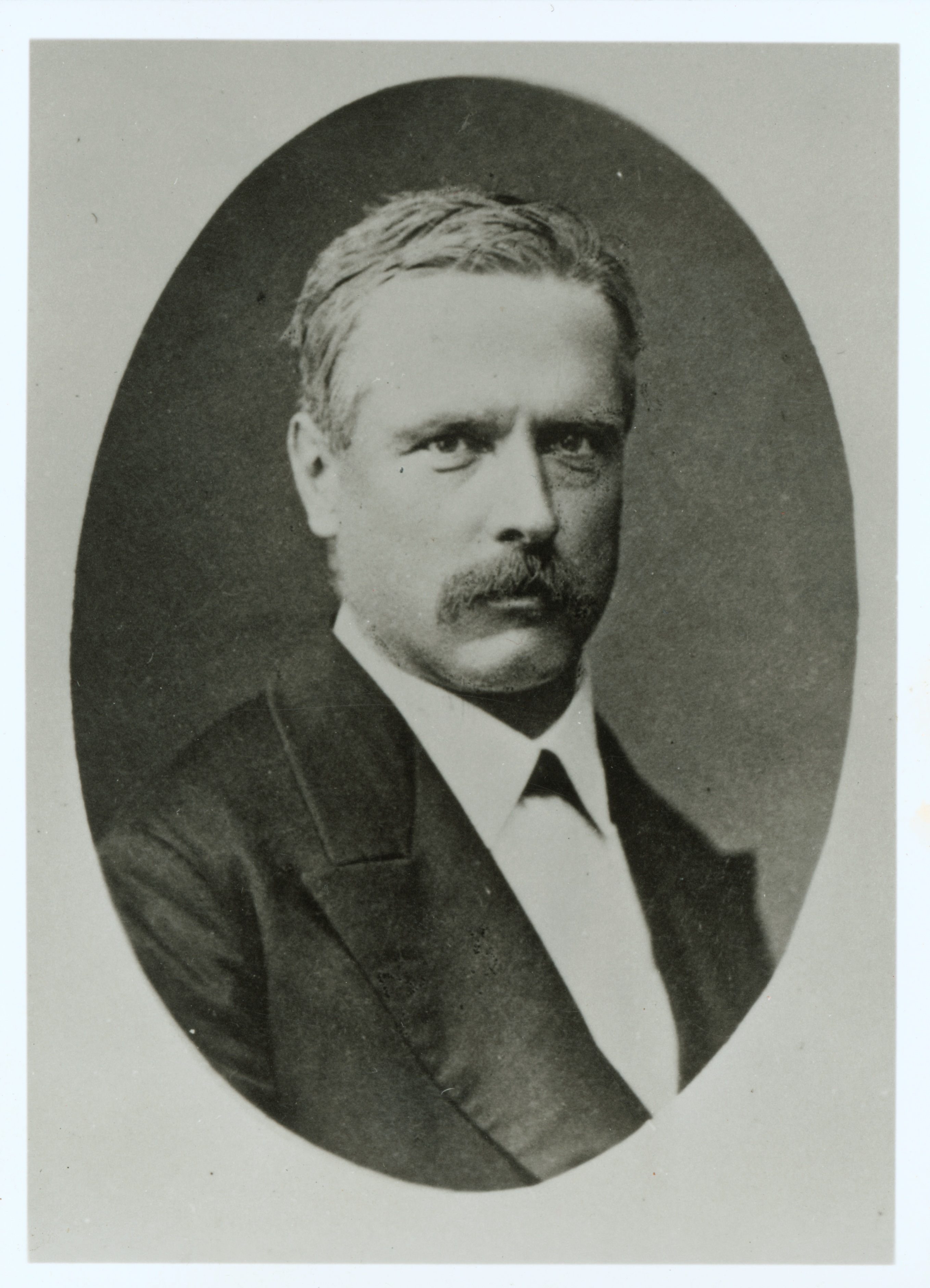
아르놀트 뷔르클리, 1870년경

아르놀트 뷔르클리(독일어: Arnold Bürkli, 1833년 2월 2일 – 1894년 5월 6일)는 스위스의 공학자이다. 주로 취리히의 시립 엔지니어로 알려져 있다.

## 생애
아르놀트 뷔르클리는 철도 엔지니어이기도 했으며 1855년에서 1858년 사이에 베를린에서 건축을 공부했다. 1860년에서 1882년 사이에 뷔르클리는 다양한 건설 프로젝트에서 시립 엔지니어로 일했다. 1867년 이후에 그는 도시의 상하수도 시스템을 완전히 개편하고, 개선하여 이후에 물 공급 전문가로 국제적으로 알려지게 되었다.
아르놀트 뷔르클리는 취리히 호숫가의 콰이안라겐과 취리히의 콰이교 건설의 주요 엔지니어였기 때문에 취리히에 있는 뷔르클리플라츠의 이름을 따서 명명되었다.

## 기념비

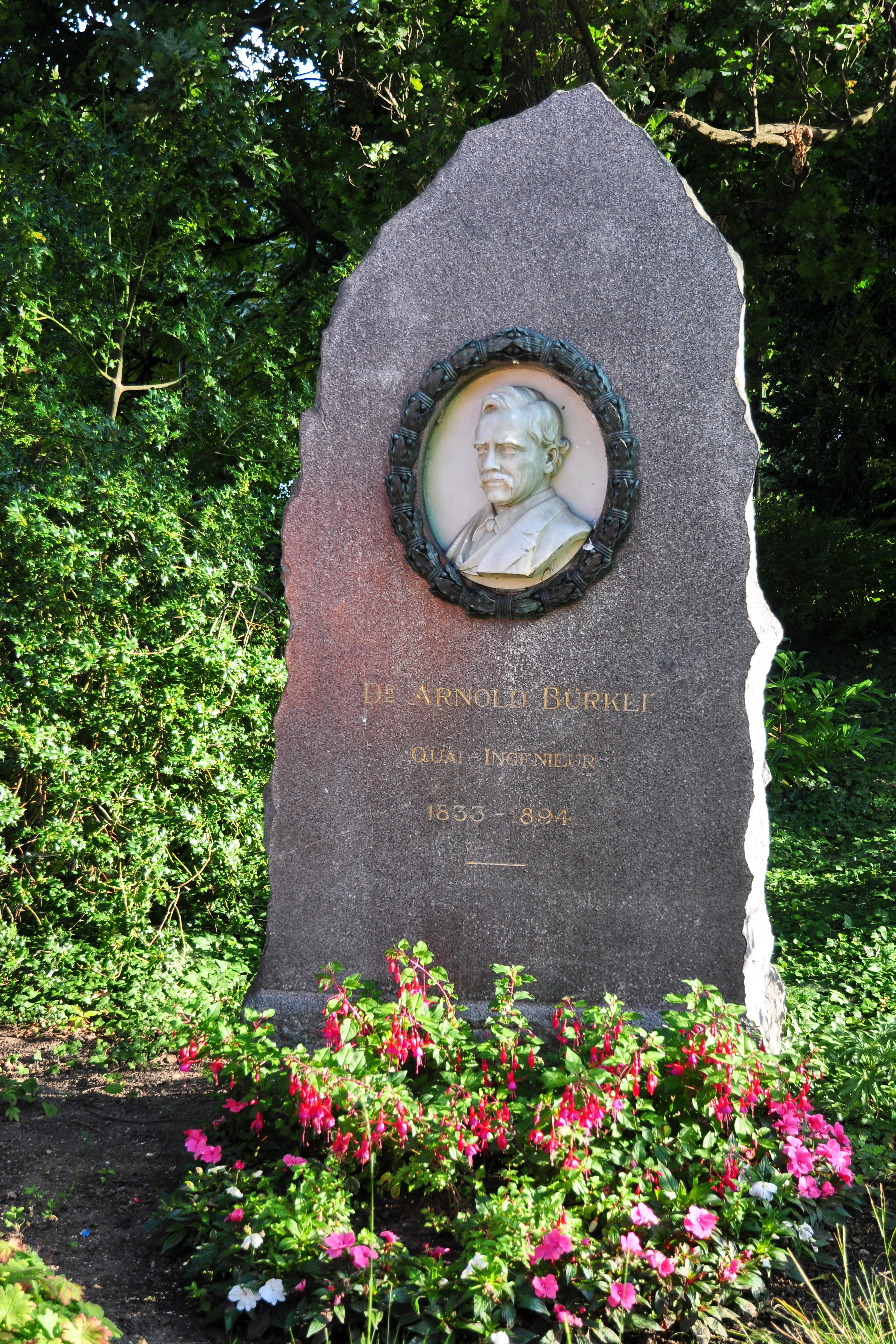
아르놀트 뷔르클리 기념비

뷔르클리플라츠 맞은편에 있는 소위 뷔르클리 테라스는 아르놀트 뷔르클리의 이름을 따서 명명되기도 했다. 취리히 수목원의 약 3미터 높이의 호숫가 언덕 기슭에 새로운 부두의 원동력이 되는 지칠 줄 모르는 창작 엔지니어를 기리는 조각품이 있다. 이 단순한 기념물은 그가 사망한 지 5년 후인 1899년에 뷔르클리가 수목원에서 가장 좋아했던 장소에서, 또는 조각가 리차드 키슬링의 말에 따르면 그가 창작하는 도중에 개관되었다.